# Suppléments de mensonge
Albums de Hubert-Félix Thiéfaine
Séquelles
(2009) Stratégie de l'inespoir
(2014)
Singles
1. La Ruelle des morts
Sortie : 2011

Suppléments de mensonge est le seizième album studio. du chanteur français Hubert-Félix Thiéfaine sorti le 28 février 2011.

## Historique
L'album a été composé par Hubert-Félix Thiéfaine et a bénéficié du soutien de J. P. Nataf, Armand Mélies, Ludéal, Dominique Dalcan et La Casa.
Trois titres furent disponibles à l'écoute en avant-première sur le site Web officiel de Thiéfaine : La Ruelle des morts (le 21 décembre 2010), Garbo XW Machine (le 28 janvier 2011) et Infinitives Voiles (11 février 2011).
Le 22 juillet est sorti un clip officiel pour La Ruelle des morts.
Il a obtenu la Victoire de la musique 2012 dans la catégorie Album de chansons.
Dans la chanson Les Ombres du soir, il évoque le mythe de la vouivre et le roman La Vouivre de Marcel Aymé paru en 1941.
L'album est certifié disque de platine en France.

## Pistes
1. La Ruelle des morts — 3 min 50 s
2. Fièvre résurrectionnelle — 3 min 33 s
3. Trois poèmes pour Annabel Lee — 5 min 17 s
4. Garbo XW Machine — 4 min 31 s
5. Petit matin, 4.10, heure d'été — 5 min 48 s
6. Compartiment C voiture 293 Edward Hopper 1938 — 3 min 28 s
7. Infinitives Voiles — 5 min 53 s
8. Ta vamp orchidoclaste — 3 min 38 s
9. Lobotomie Sporting Club — 2 min 39 s
10. Les Ombres du soir — 8 min 55 s
11. Québec November Hotel — 3 min 15 s
12. Les Filles du sud / [Morceau caché sans titre] — 10 min 18 s

## Pistes bonus
1. Modèle dégriffé — 3 min 33 s
2. L’amour est une névrose — 3 min 49 s
3. Casino / Sexe et Tendritude — 5 min 24 s